# Patna (distrikt)
Patna (engelska: Patna district, franska: District de Patna, bihari: पटना जिला, bengali: পাটনা জেলা, marathi: पटना जिल्हा, nepalesiska: पटना जिल्ला, oriya: ପଟନା ଜିଲ୍ଲା, urdu: پٹنہ ضلع) är ett distrikt i Indien.   Det ligger i delstaten Bihar, i den nordöstra delen av landet, 900 km öster om huvudstaden New Delhi. Antalet invånare är 5 838 465. Arean är 3 202 kvadratkilometer. Patna gränsar till Sāran, Arwal, Jehanabad och Nālanda.
Terrängen i Patna är platt.
Följande samhällen finns i Patna:
- Patna
- Bihta
- Dānāpur
- Mokāma
- Masaurhi Buzurg
- Khagaul
- Bārh
- Fatwa
- Bakhtiyārpur
- Bakhtiarpur
- Maner
- Khusropur